# Bony de la Caubera
El Bony de la Caubera és una muntanya de 2.047 metres que es troba entre els municipis de les Valls de Valira, a la comarca de l'Alt Urgell i Andorra.